# Shulin

Situation du district dans Nouveau Taipei.

Shulin (chinois traditionnel : 樹林區 ; pinyin : Shùlín Qū) est un district de la ville de Nouveau Taipei, à Taïwan.

## Géographie
- Superficie : 33,12 km2
- Population : 170 355 habitants (2005)